# 김해은혜학교
김해은혜학교는 경상남도 김해시 화목동에 있는 공립 특수학교이다. 지적장애 학생을 위한 특수교육기관으로 유치부, 초등부, 중학부, 고등부, 전공과를 두고 있다.

## 연혁
- 2001. 11. 22 : 설립인가(유치1, 초등5, 중학3, 고등3, 계13학급)그 당시 선생님은 이현도쌤하차(담임) 승진우쌤(담임) 이일준쌤(부담임) 최은범쌤(부담임)하차 양현창쌤(실무원)하차 오상현쌤(실무원)하차
- 2002. 09. 01 : 경남은혜학교 개교(초등5, 중학2, 고등1, 계8학급)
- 2002. 09. 01 : 제1대 차동효 교장 취임
- 2004. 11. 01 : 도 지정 특수교육 연구학교 운영 보고(2년)
- 2007. 03. 01 : 전공과 신설 (4학급)
- 2008. 11. 12 : 제8회 학교홈페이지경진대회‘학교공동체 참여’금상 수상
- 2008. 09. 01 : 제4대 김영현 교장 취임
- 2009. 02. 17 : 도 지정 e-NIE 선도학교 운영
- 2010. 11. 03 : 도 지정 특수교육 시범학교 운영 보고(1년)
- 2010. 11. 09 : 『2010. 100대 교육과정 우수학교』선정
- 2010. 12. 03 : 『2010. 학교평가 최우수학교』선정
- 2011. 02. 18 : 제9회 졸업식(유치3, 초등17, 중학31, 고등19, 전공22, 총92명)
- 2011. 03. 21 : 꾀꼬리 합창단 창단
- 2011. 10. 21 : 『2011. 100대 교육과정 우수학교』선정
- 2012. 02. 17 : 제10회 졸업식(초등12, 중학49, 고등13, 전공13, 총87명)
- 2012. 04. 02 : 2012 대한민국 좋은학교 선정
- 2012. 05. 21 : 2012 대한민국 좋은학교 박람회 참가(21~23일, 경주문화회관)
- 2017. 03. 01 : 김해은혜학교로 교명 변경

## 기타
개근한 교사들은 이일준과 승진우이다. 본래 이현도도 개근한 교사이기도 하지만 다른 특수학교로 취임해서 두 교사이다.